# 馬鞍北社区
馬鞍北社区（ばあんほくしゃく）は、広州市越秀区光塔街道の社区。

## 交通
- 地下鉄の駅：
- バス：